# Skídbladni
Skídbladni je Freyova loď, kterou přinesl Loki od Synů Ívaldiho. Dopluje kamkoliv a vždy dostane, po vykasání plachet, příznivý vítr. Celá loď se může složit jako šátek a uložit do měšce. Normálně je však tak velká, že se na ní nalodí všichni Ásové i s veškerou svojí výstrojí a výzbrojí.